# Encephalartos pterogonus
Encephalartos pterogonus là một loài thực vật hạt trần trong họ Zamiaceae. Loài này được R.A.Dyer & Verdoorn mô tả khoa học đầu tiên năm 1969.